# ISCSI

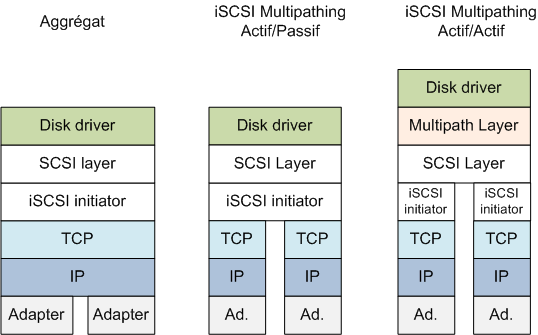
Pile de protocoles iSCSI: comparaison entre l'aggrégat (à gauche), le multipath actif/passif (au milieu) et actif/actif (à droite)

iSCSI est une abréviation de Internet Small Computer System Interface. C'est un protocole de stockage en réseau basé sur le protocole IP destiné à relier les installations de stockage de données. 
En transportant les commandes SCSI sur les réseaux IP, iSCSI est utilisé pour faciliter les transferts de données sur les intranets et gérer le stockage sur de longues distances. iSCSI peut être utilisé pour transmettre des données sur des réseaux locaux (LAN), réseaux étendus (WAN) ou Internet et peut permettre d'être indépendant sur l'emplacement physique du stockage ou de la récupération de données. Le protocole permet aux clients (appelés initiateurs) d'envoyer des commandes SCSI (CDB) à des périphériques de stockage SCSI (targets) sur des serveurs distants. Il s'agit d'un protocole de SAN (Storage Area Network), qui permet de rassembler les ressources de stockage dans un centre de données tout en donnant l'illusion que le stockage est local. 
Contrairement au fibre channel, qui nécessite une infrastructure matérielle dédiée, iSCSI peut s'utiliser en conservant une infrastructure existante.
iSCSI a été standardisé par l'IETF en avril 2004.

## Historique
Au milieu des années 1990, des recherches sont lancées pour étudier la faisabilité de transporter SCSI sur Ethernet. Entre autres sociétés, IBM recherche plusieurs solutions : SCSI sur Ethernet, sur IP et sur TCP/IP. En 1998, un premier prototype de SCSI sur TCP/IP est disponible. Après établissement de l'alliance Cisco-IBM en 1999, ces deux sociétés décident de soumettre à l'IETF une proposition baptisée iSCSI et basée sur les recherches effectuées chez IBM. Cette proposition est soumise en 2000. En 2001, IBM sort le premier équipement de stockage purement iSCSI, l'IP Storage 200i, et Cisco le routeur de stockage SN 5420, passerelle entre iSCSI et Fibre Channel. Microsoft publie ses premiers pilotes pour Windows en juin 2003.
Le protocole iSCSI a mis plusieurs années à venir à bout de sa mauvaise réputation en matière de performance, qui pour une baie disque iSCSI est certes moins bonne qu'une baie en Fibre Channel, mais pour un prix nettement inférieur.

## Composants
Les éléments composant une infrastructure iSCSI sont de plusieurs types:
- un Initiator, composant logiciel côté du serveur hôte, comportant un pilote pour gérer et transporter les blocs de commandes sur le réseau IP. Chaque hôte est identifié par un nom unique (IQN).
- une Cible (ou Target), périphérique qui reçoit et traite les commandes; c'est typiquement un périphérique de stockage, mais cela peut aussi être un pont réseau entre IP et Fibre Channel[2].

### iSCSI Software initiator
- Initiateur iSCSI :
  - iSCSI Initiateur pour Windows (iSCSI Initiator en anglais) - disponible dans toutes les versions professionnelles et serveurs[réf. souhaitée] depuis Windows 2000
- Linux Initiators
  - Core-iSCSI[3]
  - Intel-iSCSI (Intel)[4]
  - Linux-iSCSI - Cisco Linux iSCSI driver[5]
    - 3.xx series supports Linux Kernel 2.4
    - 4.xx series supports Linux Kernel 2.6 up to 2.6.9

  - Open-iSCSI
  - UNH-iSCSI University of New Hampshire[6]
- Initiators
  - Cisco iSCSI Driver HP-UX, AIX, Linux, Solaris, Windows NT4/2000[7]
  - IBM iSCSI Software AIX
  - FreeBSD[8]
  - HP HP-UX iSCSI Software Initiator [9]
  - NetBSD
  - Novell iSCSI Initiator for NetWare - Disponible pour Netware 6.5.  (ver 5.0 and 6.0 supporté)
  - Sun Solaris iSCSI Initiator - Solaris 10 1/06.
  - ATTO Xtend SAN iSCSI Initiator Mac OS X - [10]

### Software iSCSI Targets
- Microsoft Windows
  - String Bean Software's WinTarget[11] Microsoft iSCSI Target[12]Microsoft iSCSI Software Target 3.3 [13]
  - FalconStor - iSCSI  for Windows 2003, Windows 2003 Storage Server
  - Virtual Infrastructure Foundation kit iSCSI target + thin provisioning software Windows systems
- Linux/Netware/Solaris/NetBSD
  - LIO - Linux standard open source Unified Target, kernel ≥2.6.38
  - iSCSI Enterprise Target - Linux open source iSCSI target
  - SCST - generic SCSI target subsystem for Linux
  - Linux - iSCSI target Linux « http://amgeon.com/ »(Archive.org • Wikiwix • Archive.is • Google • Que faire ?) MayaStor
  - Intel-iSCSI (Intel) 
  - NetBSD target [14]
  - NetWare 6.5 iSCSI target
  - Solaris iSCSI Target[15]  - iSCSI target Solaris.

## Passerelles iSCSI
Une passerelle iSCSI est un équipement effectuant la conversion entre la pile de protocole iSCSI et la pile Fibre Channel. De telles passerelles sont utilisées actuellement pour accéder à des équipements de stockage incapables de communiquer de manière native en iSCSI. Le tableau suivant donne les dates d'introduction et de retrait de passerelles iSCSI.
| Société | Produit                 | Introduction | Retrait |
| ------- | ----------------------- | ------------ | ------- |
| Brocade | Multiprotocol Router    | 2004         | NA      |
| Cisco   | SN 5420                 | 2001         | 2003    |
| Cisco   | SN 5428                 | 2002         | NA      |
| Cisco   | Module IP pour MDS 9500 | 2003         | NA      |
| HP      | SR 2122-2               | 2004         | NA      |
| Mcdata  | Eclipse 3300            | 2004         | NA      |

## Baies de stockage iSCSI
| Société             | Produit                                                         | Introduction | Retrait |
| ------------------- | --------------------------------------------------------------- | ------------ | ------- |
| DataCore            | DataCore SANmelody, DataCore SANsymphony, DataCore SANsymphonyV | 2000         | NA      |
| Adaptec             | Snap Server 4200                                                | 2005         | NA      |
| Algostor            | Stor 104, 108, 208, 316, 448, 524, 950                          | 2008         | NA      |
| DELL                | MD3000i                                                         | 2007         | NA      |
| DELL                | MD3200i                                                         | 2010         | NA      |
| DELL                | MD3600i                                                         | 2011         | NA      |
| EMC                 | Clariion CX3-XX                                                 | 2006         | NA      |
| EMC                 | Clariion CX4-XX                                                 | 2006         | NA      |
| EMC                 | Clariion AX4-5                                                  | 2008         | NA      |
| EMC                 | VNX                                                             | 2011         | NA      |
| EMC                 | VNXe                                                            | 2011         | NA      |
| EqualLogic          | PS100                                                           | 2003         | NA      |
| EqualLogic          | PS200                                                           | 2005         | NA      |
| EqualLogic          | PS3000                                                          | 2006         | NA      |
| EqualLogic          | PS5000                                                          | 2008         | NA      |
| EqualLogic          | PS4000, PS6000, PS6010, PS6500                                  | 2009         | NA      |
| EqualLogic          | PS4100, PS6100                                                  | 2011         | NA      |
| EqualLogic          | PS-M4110, PS4110, PS6110, PS6510                                | 2012         | NA      |
| HP                  | MSA 1500/2000                                                   | 2003/2007    | NA      |
| HP                  | Lefthand p4XXX                                                  | Rachat 2009  | NA      |
| Hitachi             | AMS 2100/2300/2500                                              | 2008         | NA      |
| Hitachi             | Hitachi NAS 3100/3200                                           | 2007         | NA      |
| Hitachi             | Hitachi NAS 3080/3090                                           | 2009         | NA      |
| IBM                 | IP Storage 200i                                                 | 2001         | 2002    |
| IBM                 | DS-300                                                          | 2004         | NA      |
| N-Storage           | RapidSAN iSCSI                                                  | 2005         | NA      |
| Nasstor             | Silver / Gold                                                   | 2005         | NA      |
| NetApp              | FAS2xxx/FAS3xxx/…                                               | NA           | NA      |
| Pillar Data Systems | Axiom 300/500/600                                               | 2005         | NA      |
| RisingTide          | Viking SAN                                                      | 2008         | NA      |
| Thecus              | i4500R / i5500                                                  | 2008         | NA      |